# Erik Fish
Erik Fish (* 19. Mai 1952 in Medicine Hat, Alberta) ist ein ehemaliger kanadischer Schwimmer. Er gewann 1972 in München eine Bronzemedaille.

## Karriere
Erik Fish nahm an den Commonwealth Games 1970 in Edinburgh teil. Im 100-Meter-Rückenschwimmen gewann der Kanadier William Kennedy mit 0,04 Sekunden Vorsprung vor dem Waliser Michael Richards. 0,33 Sekunden hinter Richards schlug Erik Fish als Dritter an und erhielt die Bronzemedaille. Im Jahr darauf belegte Fish den sechsten Platz über 100 Meter Rücken bei den Panamerikanischen Spielen 1971. Bei den Olympischen Spielen 1972 in München erreichten mit Erik Fish und Ian MacKenzie zwei Kanadier das Halbfinale über 100 Meter Rücken, für das Finale konnten sich beide nicht qualifizieren. Zum Abschluss der Schwimmwettbewerbe wurde die 4-mal-100-Meter-Lagenstaffel ausgetragen. William Kennedy, Bill Mahony, Bruce Robertson und Bob Kasting erreichten das Finale mit der viertbesten Zeit. Im Finale siegte die Staffel aus den Vereinigten Staaten mit fast vier Sekunden Vorsprung auf das Quartett aus der DDR, 0,14 Sekunden dahinter gewannen Erik Fish, Bill Mahony, Bruce Robertson und Bob Kasting die Bronzemedaille. Gemäß den damals gültigen Regeln erhielt William Kennedy für seinen Vorlaufeinsatz keine Medaille. 1973 nahm Erik Fish als Student der Yale University an der Universiade in Moskau teil und erschwamm die Bronzemedaille über 100 Meter Rücken.
Nachdem Fish 1974 in Yale graduiert hatte, schloss er 1978 ein Jurastudium an der University of Toronto ab. Er war später Partner in einer Rechtsanwaltskanzlei in Toronto.